# Dunga
Dunga vagy teljes nevén
Carlos Caetano Bledorn Verri (Ijuí, 1963. október 31. –) olasz-német származású világbajnok és olimpiai ezüstérmes brazil labdarúgó-középpályás, edző.
A beceneve a Walt Disney féle Hófehérkében szereplő Kuka törpe nevének portugál fordításából származik. A nagybátyja szólította először így, mivel Dunga gyermekkorában elég kicsi volt. Azt hitték, hogy felnőttként is alacsony termetű lesz. A becenév pedig azután is megmaradt, hogy idősebb korára magasabbá vált.
Olasz és német származású.

## Pályafutása

### Klubcsapatokban
Pályafutása során játszott többek között az Internacional (1980–84, 1999–2000), a Corinthians (1984–85), a Santos (1985–87), a Vasco da Gama (1987), Pisa (1987–88), a Fiorentina (1988–92), a Pescara (1992–93), a VfB Stuttgart (1993–95) és a Jubilo Iwata (1995–98) csapatában.

### A válogatottban
1987 és 1998 között 91 alkalommal szerepelt a brazil válogatottban és 6 gólt szerzett. Tagja volt  az az 1984. évi nyári olimpiai játékokon ezüstérmes válogatottnak és részt vett az 1990-es, az 1994-es és az 1998-as világbajnokságon, az 1989-es és az az 1997-es Copa Américán, illetve az 1997-es konföderációs kupán.

## Sikerei, díjai
Internacional
- Gaúcho bajnok (3): 1982, 1983, 1984

Vasco da Gama
- Carioca bajnok (1): 1987

Júbilo Iwata
- Japán bajnok (1): 1997

Brazília U20
- Ifjúsági világbajnok (1): 1983
- U20-as dél-amerikai bajnok (1): 1983

Brazília
- Világbajnok (1): 1994
- Konföderációs kupa győztes (1): 1997
- Copa América győztes (2): 1989, 1997
- Olimpiai ezüstérmes (1): 1984